# Société française des analystes financiers
La Société française des analystes financiers est une association loi de 1901 créée en 1961 qui regroupe plus de 1 200 membres, tous œuvrant dans les métiers liés à l'analyse financière (analystes, gérants de portefeuille, ingénieurs financiers…) et extra-financière.
La SFAF joue un rôle important de représentation de la profession, auprès des acteurs de la place financière française (autorités de régulation, sociétés cotées…).
Depuis 1967, elle est également un acteur majeur dans le domaine de la formation, avec la création du Centre de formation à l'analyse financière, devenue l'Académie SFAF. Elle délivre notamment les diplômes internationaux CIIA (Certified International Investment Analyst) et CIWM Certified International Wealth Management) et la certification européenne en analyse extra-financière CESGA.
La revue Analyse financière a été publiée jusqu'en 2020 par la SFAF.